# استادام
استادام (به انگلیسی: Studham) یک روستا و محله مدنی در بریتانیا است که در Central Bedfordshire واقع شده‌است. استادام ۱٬۱۲۸ نفر جمعیت دارد.